# Gaetano Saffioti
(Gaetano Saffioti in un'intervista al periodico Giustizia Giusta)
»
(Gaetano Saffioti)
Gaetano Saffioti (Palmi, 25 febbraio 1961) è un imprenditore italiano, testimone di giustizia.

## Biografia
Nato e cresciuto a Palmi in una famiglia numerosa (quattro fratelli e due sorelle), Gaetano Saffioti comincia a lavorare giovanissimo (nell'impresa per la produzione d'olio d'oliva del padre, morto all'età di 50 anni per malattia); già in quei tempi comincia a scontrarsi con la 'ndrangheta. Tuttavia, la sua passione è il movimento terra, per questo nel 1981 dà vita alla sua impresa, a cui aggiunge nel 1992 l'impianto di calcestruzzo, vince diversi appalti pubblici e privati ma la 'ndrangheta reclama la sua parte di potere e ricchezza, e sottopone Saffioti alle richieste estorsive che sfociano in numerose minacce, intimidazioni, danneggiamenti — come l'incendio di un camion di sua proprietà appiccato dallo stesso autista sotto le minacce delle armi delle 'ndrine e costrizioni, visto che non era libero di utilizzare la propria cava per la sabbia, ma doveva comprarla per forza dalle imprese mafiose.
 
Tale situazione soffocante si è protratta per diversi anni, durante i quali Saffioti è costretto a subire e pagare, finché nel 2002 decide di dare una forte svolta e denuncia il tutto alla magistratura. Da allora la sua vita diventerà blindata, sempre sotto scorta assieme alla sua famiglia, perderà molte commesse, dipendenti, amici ma decide comunque di restare in Calabria e continuare l'attività (il suo cemento è stato usato su un tratto di pista all'aeroporto di Parigi), rifiutando gli aiuti economici statali per i testimoni di giustizia.
Con le sue dichiarazioni ha dato vita all'importante operazione di polizia Tallone d'Achille, che ha portato all'arresto e alla successiva condanna, per associazione di tipo mafioso ed estorsione, di 48 esponenti delle famiglie mafiose dei Bellocco, Mazzagatti, Romeo, Nasone, Piromalli e Gallico.
Ha contribuito in modo determinante e significativo in altre operazioni della magistratura contro la 'ndrangheta: nel 2007 operazione Arca, nel 2010 operazione Cosa Mia, nel 2011 operazione Scacco Matto.
Nel settembre del 2014 è stato l'unico imprenditore ad accettare di abbattere la villa abusiva, costruita su area sottoposta a vincolo archeologico dai Pesce a Rosarno.
Dal 2002 vive sotto scorta nella località di origine a Palmi.

## Filmografia
- "Terra mia - non è un Paese per santi", regia di Ambrogio Crespi (2019) docufilm
- "Cose nostre" rai1 (2016) https://www.youtube.com/watch?v=YwbatZ89yJA[12]
- https://www.store.rubbettinoeditore.it/questione-di-rispetto.html